# 各務原市民会館
各務原市民会館（かかみがはらしみんかいかん）は、岐阜県各務原市に存在する文化施設。2025年4月から指定管理者制度により、公益財団法人かかみがはら未来文化財団が管理運営を行っている。
ここでは本施設と合わせ「各務原市文化会館」として一体管理されている「各務原市文化ホール」についても記載する。
2019年（令和元年）7月より日本一ソフトウェアが命名権を取得し、市民会館は「プリニーの市民会館」（英：Prinny's citizen hall）、文化ホールは「プリニーの文化ホール」（英：Prinny's culture hall）、両施設をあわせた文化会館は「プリニーの文化会館」となっている。

## 概要

### 市民会館
- 開設年：1977年（昭和52年）
- 地上3階建
- 床面積：3,116.68m2。
- 収容人数：1,216人（固定席 1,088席、移動席 128席）
- 舞台
- 楽屋：5室
- 浴室：2室

など

### 文化ホール
- 開設年：1987年（昭和62年）
- 地上2階建
- 床面積：1,535.52m2。

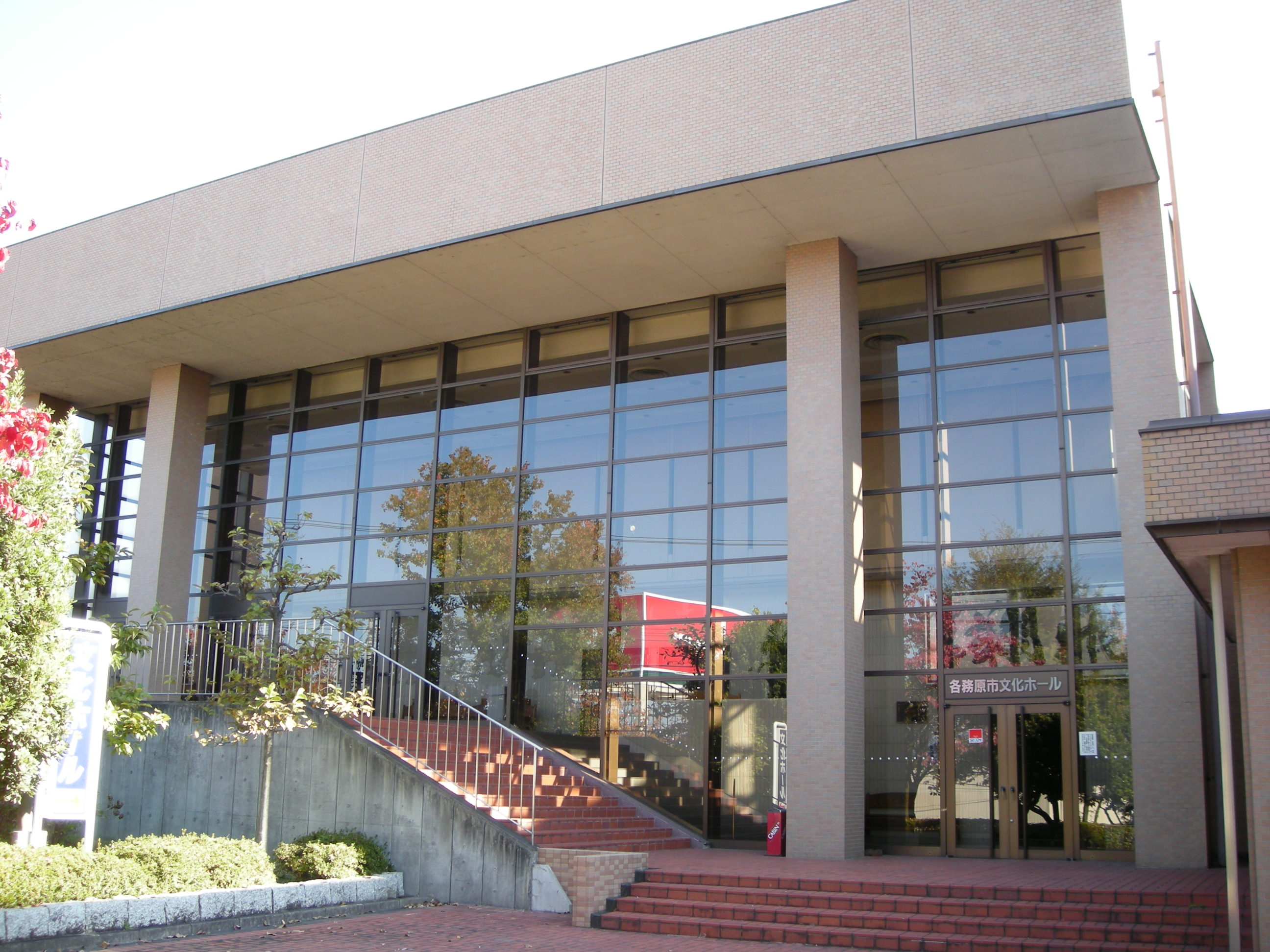
各務原市文化ホール

- 収容人数：502人（固定席：498席、移動席：4席）
- 舞台
- 楽屋：2室
- リハーサル室：2室

など

## 公共交通機関
- 東海旅客鉄道（JR東海）
  - 高山本線 蘇原駅より徒歩で約20分。

- 名古屋鉄道（名鉄）
  - 各務原線 三柿野駅より徒歩で約20分。

- 岐阜バス
  - 名鉄各務原線 三柿野駅より、倉知線、VRテクノ線「テクノプラザ」行き、「各務原市民会館前」バス停下車、徒歩ですぐ。

- 各務原市ふれあいバス
  - 稲羽線、蘇原線、東西線「プリニーの市民会館前」バス停下車、徒歩ですぐ。

## 周辺施設
- 東海中央病院
- 中央ライフデザインセンター
- 中央ライフデザインセンター図書室